# Docoglossa
A Docoglossa az állatok (Animalia) országának  a puhatestűek (Mollusca) törzsének a csigák (Gastropoda) osztályájának egyik rendje.
Egyes rendszerezések Patellogastropoda néven sorolják be.

## Rendszerezés
Az osztályba az alábbi alrendek, öregcsaládok és családok tartoznak.

### Lepetopsina
A Lepetopsina alrendbe 1 öregcsalád és 3 család tartozik
- Lepetopsoidea
  - Damilinidae – kihalt
  - Lepetopsidae – kihalt
  - Neolepetopsidae

### Nacellina
A Nacellina alrendbe 2 öregcsalád és 4 család tartozik
- Acmaeoidea
  - Acmaeidae
  - Lepetidae
  - Lottiidae

- Nacelloidea
  - Nacellidae

### Patellina
A Patellina alrendbe 1 öregcsalád és 1 család tartozik
- Patelloidea
  - Csészecsigafélék (Patellidae)

### Az alrendekhez nem besorolt család
- Metoptomatidae